# Gastrotheca nebulanastes
Gastrotheca nebulanastes es una especie de anfibio anuro de la familia Hemiphractidae.

## Distribución geográfica
Esta especie es endémica de la región de Cuzco del Perú. Se encuentra en el parque nacional Manú en el valle del río Kosñipata entre los 2000 y 3300 m sobre el nivel del mar en la Cordillera Oriental.

## Publicación original
- Duellman, Catenazzi & Blackburn, 2011: A new species of marsupial frog (Anura: Hemiphractidae: Gastrotheca) from the Andes of southern Peru. Zootaxa, n.º 3095, p. 1-14.[4]